# Plaque caraïbe
Pour les articles homonymes, voir Caraïbes (homonymie).
La plaque caraïbe est une plaque tectonique de la lithosphère de la planète Terre. Sa superficie est de 0,07304 stéradians. On y associe généralement la plaque de Panama.
Elle couvre :
- la majeure partie de la mer des Caraïbes et les îles de la Jamaïque, d'Hispaniola, de Porto Rico et des petites Antilles ;
- le Honduras, le Salvador, le Nicaragua et le nord du Costa Rica.

La plaque caraïbe est en contact avec les plaques de Panama, des Andes du Nord, sud-américaine, nord-américaine et de Cocos.
Ses frontières avec les autres plaques sont notamment formées des fosses de subduction d'Amérique centrale sur la côte Pacifique du Nicaragua et du Salvador et Caraïbes sur la côte est des Antilles.
La plaque caraïbe se déplace vers le nord-est à une vitesse de 2,45 centimètres par an ou encore à une vitesse de rotation de 0,904° par million d'années selon un pôle eulérien situé à 54°31' de latitude nord et 79°43' de longitude ouest (référentiel : plaque pacifique).

## Sources
- (en) Peter Bird, An updated digital model of plate boundaries, vol. 4, Geochemistry Geophysics Geosystems, 14 mars 2003 (DOI 10.1029/2001GC000252, Bibcode 2003GGG.....4.1027B, lire en ligne)
- (en) « Speed of the Continental Plates : An educational, fair use website », sur hypertextbook.com